# 芳山あかり
芳山 あかり（よしやま あかり）は、2010年の日本のSF映画『時をかける少女』の主人公。
原作である筒井康隆の小説「時をかける少女」や、その映像化作品の多くの主人公である芳山和子の娘という設定である。

## 映画『時をかける少女』（2010年版）
あかりが大学入学を間近にした頃、母の和子が交通事故にあい入院してしまう。意識を取り戻した和子に「1972年4月6日」に行くように告げられるが、間違って「1974年2月6日」へと行ってしまう。
あかりは、SFファンの溝呂木涼太というその時代の人間の助けを借りながら、母が再会を望んでいた深町一夫を探すこととなる。

## ネットムービー『光の惑星』
昭徳大学の学生として登場。昭徳大学の中庭で、父親に渡された『光の惑星』の台本を読み上げる。
当初、台本の裏表紙に書かれた「溝呂木涼太」の名を観ても、何の反応も見せなかったが、「付け加えられたラストシーン」を読み上げた後、何かを思い出したような反応を見せる。

## 備考
『時をかける少女』内で映されるミクの名前の検討案に、マコトの名前が挙げられているが斜線がひかれてしまっている。『光の惑星』での「付け加えられたラストシーン」を観れば、「ミク＝「付け加えられたラストシーン」で芳山あかりが演じた人物」ということがわかり、このマコトというのがアニメ映画『時をかける少女』（2006年）で仲里依紗が演じた「紺野真琴」（芳山和子の姪）を意識して名付けられたことがわかるという、3作品を知らなければ気付かないスタッフの遊びが隠されている。